# Fuwa
För andra betydelser, se Fuwa (olika betydelser).
Fuwa (福娃; Fúwá)  'Lyckodockor'  var de fem officiella maskotarna till Olympiska sommarspelen 2008 i Peking.
Maskotarna har fått sina färger från de olympiska ringarna och föreställer fem fiktiva barn med starka kopplingar till den kinesiska kulturens symboliska djur och de fem elementen. De har namn bestående av dubbla lika stavelser, och sätter man samman de fem stavelserna blir det Bei Jing Huan Ying Ni, som på kinesiska betyder Välkommen till Peking (北京欢迎你).

## Maskotarna

### Beibei, 贝贝
Beibei representerar välstånd och framgång, och symboliserar den blå olympiska ringen, elementet vatten och djuret fisk. Ornamentet på Beibeis huvud med vattenvågor är inspirerat av forna kända kinesiska målningar. Beibei var en företrädare för vattensporten under de olympiska spelen.

### Jingjing, 晶晶
Jingjing representerar glädje och optimism, och symboliserar den svarta olympiska ringen, elementet trä/skog och djuret panda. Jingjings huvudbonad är inspirerad av lotusblomman och porslinsmålningar från Songdynastin. Jingjing företrädde de atletiska sporterna.

### Huanhuan, 欢欢
Huanhuan representerar entusiasm, brinnande eld, idrottspassion och välsignelse, och symboliserar den röda olympiska ringen och den olympiska elden. Flammorna på Huanhuans huvudornament är inspirerat från väggmålningarna i Mogaogrottorna i Dunhuang. Huanhuan företrädde de olympiska bollsporterna.

### Yingying, 迎迎
Yingying representerar det kinesiska landskapet, snabbhet och vighet, och symboliserar den gula olympiska ringen, elementet jord och djuret chiru (tibetansk antilop). Hans huvudbonad representerar kulturerna i Tibet, Xinjiang och Qinghai. Huanhuan var en företrädare för de olympiska hopp- och kastgrenarna.

### Nini, 妮妮
Nini representerar den flygande svalan, vind och himmel, och symboliserar den gröna olympiska ringen. Svala på kinesiska (Yan, 燕) ingår i det historiska namnet för Peking. Nini var representant för gymnastik vid de olympiska spelen.

## Förbannelsen
De fem maskotarna har blivit ihopkopplade och förknippade med en serie katastrofer i Kina under 2008 innan de olympiska spelen.
Jordbävningen i Sichuan 2008 kopplades samman med Jingjing som är en panda vars huvudsakliga boplatser finns i Sichuan. Huanhuan, som representerar den olympiska elden, kopplades till protesterna runt transporten av den brinnande facklan runt världen inför de olympiska spelen. Oroligheterna i Tibet 2008 blev förknippade med Yingying, som är en tibetansk antilop. Järnvägsolyckan 2008 har kopplats till Nini som är en svala. Tågolyckan inträffade utanför Weifang, som även är känd som Drak-flygnings-staden, och har därmed kopplats till den flygande svalan. Översvämningen i Kina 2008 har på liknande vis kopplats samman med Beibei som representerar och symboliserar vatten.